# 知野直人
知野 直人（ちの なおと、1999年2月16日 - ）は、新潟県三条市出身のプロ野球選手（内野手）。右投右打。横浜DeNAベイスターズ所属。

## 経歴

### プロ入り前
小学3年から野球を始め、中学時代は三条リトルシニアでプレーをした。高校は福島県の聖光学院高に進学し、1年秋からベンチ入りするも徐々に野球に集中できなくなり、3年夏の福島大会ではベンチを外れ、3年秋に中退。その後、通信制の第一学院高へ転校。高校卒業資格を取得後、地元・新潟へ戻り、再び野球を始める決意を固めた。

### BCリーグ・新潟時代
2017年に新潟アルビレックスBCに練習生として入団。7月13日に選手契約を結んだ。元プロ野球選手の草野大輔コーチから徹底的に打撃や守備の指導を受けると才能が開花し、28試合に出場し、打率.350、4本塁打、21打点、8盗塁の成績を残した。
2018年は69試合に出場し、打率.279、7本塁打、45打点、28盗塁の成績を残した。
2018年10月25日に行われたドラフト会議にて横浜DeNAベイスターズから6位指名を受け、契約金2500万円、年俸600万円で入団（金額は推定）。背番号は60。担当スカウトは進藤達哉で、ドラフト後に動画を見て現役時代の進藤がパンチ力があり守備の上手い内野手だったことを知り、11月22日に行われた新入団会見では目標の選手に進藤を挙げた。

### DeNA時代
2019年は、一軍デビューを果たすことは出来なかった。二軍では85試合に出場して打率.203・7本塁打・25打点という成績を残した。
2020年は、2年連続で一軍出場がなかった。二軍では三塁手、遊撃手のレギュラーとして定着。打率.237・6本塁打・24打点という成績を残した。
2021年は、4月24日に前日の試合中に左肩を脱臼した柴田竜拓に代わり、一軍に初昇格。同日の試合で代打として一軍初出場を果たし、のちの試合では先発出場も経験。なかなか快音は生まれなかったものの一軍に残留し続け、守備で途中出場した5月26日の対オリックス・バファローズ戦で、一軍初安打を本塁打で記録した。打った相手投手はシニア時代の2学年先輩である漆原大晟だった。東京オリンピック開催による公式戦中断期間のエキシビションマッチでも一軍同行を続けていたが、後半戦開幕時には二軍であった。しかし、後半戦からの二軍公式戦では14試合に出場して、61打数27安打13打点、打率.443と好調を維持し、9月22日に一軍再昇格を果たした。一軍では打率.176、1本塁打、3打点の結果を残し、11月15日の契約更改交渉では290万円増の推定年俸910万円でサインした。
2022年は、春季キャンプを一軍でスタート。練習試合で6打席連続安打を記録する等、好調のまま、オープン戦へ。オープン戦では、球団最多の51打席に立ち、45打数13安打、打率.289（球団1位、12球団7位）を記録。自身プロ入り初の開幕一軍、3月25日の広島東洋カープとの開幕戦では「6番・一塁手」として先発出場したが、2回の守備で松山竜平のゴロを後逸しピンチを広げるとそこから投手が打たれ3失点し、その後もミスを続けてしまう。7回の攻撃には一塁へのヘッドスライディングで内野安打をもぎ取り意地を見せるが、チームは11失点で敗れほろ苦い開幕スタメンデビューとなった。その後は代走を中心に起用され、4月13日の巨人戦で再びスタメン起用され二塁を守るが、ベースカバーなど細かい守備の課題が浮き彫りとなり、4月20日には出場選手登録を抹消された。その後、一軍定着にはならなかったが、二軍公式戦では6月に月間で打率.342、3本塁打、18打点、4盗塁の成績を残し、スカパー！ファーム月間MVP賞に選ばれた。一軍では16試合に出場し、打率.154。
2023年は、オフから打撃フォーム改造に取り組み、この年も春季キャンプを一軍で迎えるが、オープン戦で15打数無安打と結果が残せず3月9日に二軍に合流する。シーズンが始まってからもしばらく二軍で打撃不振に苦しむが、6月に入ると調子を上げ、月間打率.323、リーグトップの17打点を記録し、スカパー！ファーム月間MVP賞を受賞。6月30日に一軍昇格すると、同日スタメン起用され、シーズン初安打を記録。その後は代走や代打での出場が続き、7月2日の中日ドラゴンズ戦では、延長11回裏に外野手の桑原が走塁中にアクシデントがあり途中交代、外野手を使い切っていたため内野手の知野が12回表に一軍では初めて左翼の守備に就いた。9月3日の対読売ジャイアンツ戦（横浜スタジアム）では3点を追う2回無死満塁の場面で濵口遥大の代打として出場し、井上温大から代打逆転満塁本塁打を放つも、チームは7-8で敗れた。最終的に39試合の出場で打率は.167だったが、7つの四球を選び出塁率は.342、代走としても大事な場面で起用された。
2024年も、春季キャンプを一軍でスタート。しかし、2月15日の日本ハムとの練習試合での一塁守備時に左脚を痛め、負傷交代した。翌日、左太腿裏の肉離れと診断され、キャンプを離脱した。リハビリを経て3月19日のイースタン・リーグの楽天戦で実戦復帰。二軍調整を続けた後、5月21日に右足の肉離れで抹消された牧秀悟に代わり、一軍登録された。5試合に出場したが結果が残せず、26日に出場選手登録を抹消され、7月7日に再び一軍登録された。そこからは一軍に帯同し続けたが控え要員となり、24試合の出場に留まった。
2025年5月20日、二軍公式戦に出場予定だったが、下半身のコンディション不良で抹消された林琢真との急遽の入れ替え措置で一軍登録された。しかし、一軍での出番は代打で内野ゴロに倒れた1試合のみで、26日に登録を抹消された。

## 選手としての特徴

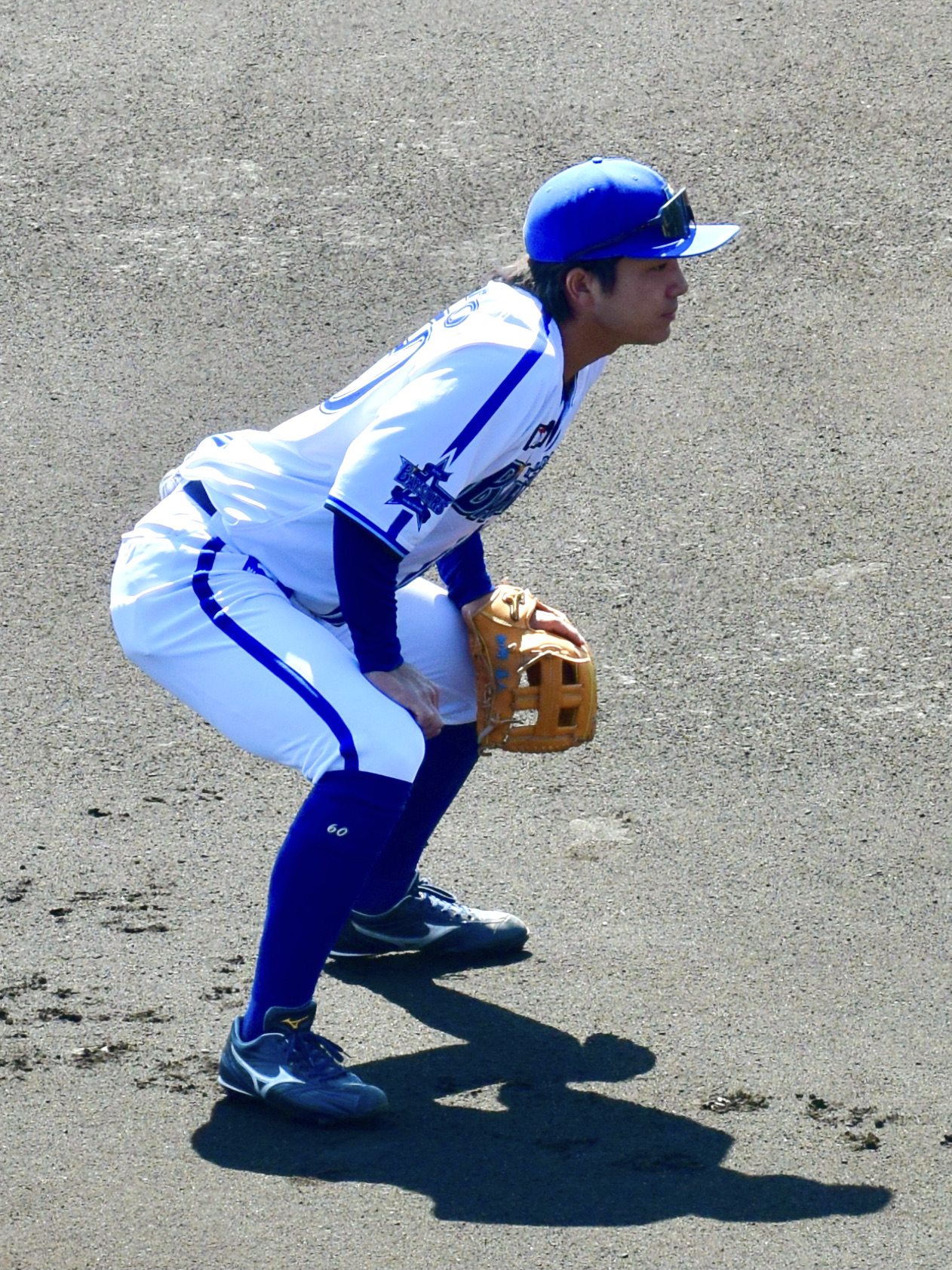
2024年3月22日（平塚）

50メートル5秒8の俊足で、走攻守の3拍子揃った内野手。バットを上段に構える、フォロースルーの大きな打撃フォームが特徴で、入団後は上段に構えたバットを大きく寝かす豪快なフォームへ改良した。打撃スタイルは中村紀洋を参考にしている。

## 詳細情報

### 年度別打撃成績
| 年 度     | 球 団     | 試 合 | 打 席 | 打 数 | 得 点 | 安 打 | 二 塁 打 | 三 塁 打 | 本 塁 打 | 塁 打 | 打 点 | 盗 塁 | 盗 塁 死 | 犠 打 | 犠 飛 | 四 球 | 敬 遠 | 死 球 | 三 振 | 併 殺 打 | 打 率 | 出 塁 率 | 長 打 率 | O P S |
| --------- | --------- | ----- | ----- | ----- | ----- | ----- | -------- | -------- | -------- | ----- | ----- | ----- | -------- | ----- | ----- | ----- | ----- | ----- | ----- | -------- | ----- | -------- | -------- | ----- |
| 2021      | DeNA      | 36    | 40    | 34    | 4     | 6     | 1        | 1        | 1        | 12    | 3     | 0     | 1        | 2     | 0     | 3     | 0     | 1     | 12    | 1        | .176  | .263     | .353     | .616  |
| 2022      | DeNA      | 16    | 14    | 13    | 4     | 2     | 0        | 0        | 0        | 2     | 0     | 1     | 0        | 0     | 0     | 1     | 0     | 0     | 5     | 0        | .154  | .214     | .154     | .368  |
| 2023      | DeNA      | 39    | 39    | 30    | 9     | 5     | 1        | 0        | 2        | 12    | 5     | 2     | 1        | 1     | 0     | 7     | 1     | 1     | 9     | 0        | .167  | .342     | .400     | .742  |
| 2024      | DeNA      | 24    | 22    | 18    | 3     | 2     | 1        | 0        | 0        | 3     | 2     | 1     | 0        | 0     | 0     | 4     | 0     | 0     | 4     | 1        | .111  | .273     | .167     | .439  |
| 通算：4年 | 通算：4年 | 115   | 115   | 95    | 20    | 15    | 3        | 1        | 3        | 29    | 10    | 4     | 2        | 3     | 0     | 15    | 1     | 2     | 30    | 2        | .158  | .286     | .305     | .591  |

- 2024年度シーズン終了時

### 年度別守備成績
内野守備
| 年 度 | 球 団 | 一塁  | 一塁  | 一塁  | 一塁  | 一塁  | 一塁     | 二塁  | 二塁  | 二塁  | 二塁  | 二塁  | 二塁     | 三塁  | 三塁  | 三塁  | 三塁  | 三塁  | 三塁     | 遊撃  | 遊撃  | 遊撃  | 遊撃  | 遊撃  | 遊撃     |
| 年 度 | 球 団 | 試 合 | 刺 殺 | 補 殺 | 失 策 | 併 殺 | 守 備 率 | 試 合 | 刺 殺 | 補 殺 | 失 策 | 併 殺 | 守 備 率 | 試 合 | 刺 殺 | 補 殺 | 失 策 | 併 殺 | 守 備 率 | 試 合 | 刺 殺 | 補 殺 | 失 策 | 併 殺 | 守 備 率 |
| ----- | ----- | ----- | ----- | ----- | ----- | ----- | -------- | ----- | ----- | ----- | ----- | ----- | -------- | ----- | ----- | ----- | ----- | ----- | -------- | ----- | ----- | ----- | ----- | ----- | -------- |
| 2021  | DeNA  | 5     | 8     | 1     | 0     | 1     | 1.000    | 1     | 0     | 1     | 0     | 0     | 1.000    | 14    | 5     | 3     | 0     | 0     | 1.000    | 6     | 5     | 7     | 1     | 0     | .923     |
| 2022  | DeNA  | 1     | 3     | 1     | 1     | 1     | .800     | 4     | 1     | 3     | 0     | 0     | 1.000    | 3     | 2     | 0     | 0     | 0     | 1.000    | 1     | 2     | 0     | 1     | 0     | .667     |
| 2023  | DeNA  | 13    | 44    | 3     | 0     | 3     | 1.000    | -     | -     | -     | -     | -     | -        | 6     | 1     | 9     | 0     | 0     | 1.000    | 5     | 9     | 8     | 1     | 2     | .944     |
| 2024  | DeNA  | 7     | 9     | 1     | 0     | 0     | 1.000    | 2     | 2     | 4     | 0     | 2     | 1.000    | 3     | 1     | 2     | 0     | 0     | 1.000    | -     | -     | -     | -     | -     | -        |
| 通算  | 通算  | 26    | 64    | 6     | 1     | 5     | .986     | 7     | 3     | 8     | 0     | 2     | 1.000    | 26    | 9     | 14    | 0     | 0     | 1.000    | 12    | 16    | 15    | 3     | 2     | .912     |

外野守備
| 年 度 | 球 団 | 外野  | 外野  | 外野  | 外野  | 外野  | 外野     |
| 年 度 | 球 団 | 試 合 | 刺 殺 | 補 殺 | 失 策 | 併 殺 | 守 備 率 |
| ----- | ----- | ----- | ----- | ----- | ----- | ----- | -------- |
| 2023  | DeNA  | 1     | 0     | 0     | 0     | 0     | ----     |
| 通算  | 通算  | 1     | 0     | 0     | 0     | 0     | ----     |

- 2024年度シーズン終了時

### 記録
初記録
- 初出場・初打席：2021年4月24日、対阪神タイガース5回戦（阪神甲子園球場）、5回表に櫻井周斗の代打として出場、伊藤将司から二ゴロ併殺打
- 初先発出場：2021年4月28日、対広島東洋カープ5回戦（MAZDA Zoom-Zoom スタジアム広島）、「2番・遊撃手」で先発出場
- 初犠打：同上、3回表に床田寛樹から投犠打
- 初安打・初本塁打・初打点：2021年5月26日、対オリックス・バファローズ2回戦（横浜スタジアム）、9回裏に漆原大晟から左越ソロ
- 初盗塁：2022年4月2日、対東京ヤクルトスワローズ2回戦（明治神宮野球場）、10回表に佐野恵太の代走として出場し二盗（投手：梅野雄吾、捕手：古賀優大）

### 独立リーグでの打撃成績
以下の数値はBCリーグ公式ウェブサイトによる。
| 年 度     | 球 団     | 試 合 | 打 数 | 得 点 | 安 打 | 本 塁 打 | 打 点 | 盗 塁 | 犠 打 | 犠 飛 | 四 球 | 死 球 | 三 振 | 打 率 |
| --------- | --------- | ----- | ----- | ----- | ----- | -------- | ----- | ----- | ----- | ----- | ----- | ----- | ----- | ----- |
| 2017      | 新潟      | 28    | 103   | 18    | 36    | 4        | 21    | 8     | 2     | 2     | 11    | 2     | 25    | .350  |
| 2018      | 新潟      | 69    | 233   | 52    | 65    | 7        | 45    | 28    | 1     | 2     | 39    | 7     | 58    | .279  |
| 通算：2年 | 通算：2年 | 97    | 336   | 70    | 101   | 11       | 66    | 36    | 3     | 4     | 40    | 9     | 83    | .301  |

### 背番号
- 23（2017年 - 2018年）
- 60（2019年[8] - ）